# Les aventures de Pepero
Les aventures de Pepero (アンデス少年ペペロの冒険, Andesu Shōnen Pepero no Bōken) és una sèrie de televisió d'anime de 26 capítols creada per Tatsuya Ono i Sumio Takahashi. Al Japó es va emetre a NET Network del 6 d'octubre de 1975 al 29 de març de 1976. Des de llavors, s'ha traduït i emès a diversos idiomes a tot el món. A Catalunya es va estrenar l'11 de setembre de 1985 al Circuit Català de TVE1.
La història segueix en Pepero, un nen que busca el seu pare, que va desaparèixer mentre buscava la mítica ciutat daurada d'El Dorado.

## Argument
En Pepero és un nen d'origen inca, que viu als Andes. Anys abans el pare havia marxat a la recerca del mític El Dorado i no d'ençà de llavors no se'n sap res. Quan en Pepero té 10 anys, veu un còndor daurat al cel: sap que la llegenda diu que tots els que el veuen estan destinats a emprendre la recerca del tresor d'El Dorado, així que decideix anar-se'n. La mare, l'Ermita (Anita en la versió original), òbviament hi està en contra, però al final hi està d'acord gràcies a la intercessió del vell Titicaca que promet acompanyar el nen en el viatge.
Al duet s'hi uneix la petita Kana, una noia que ha perdut la memòria i que no recorda res del seu passat. A mesura que el viatge continua, arriben més membres: l'irascible Asteca i en Chuchú. En Pepero també podrà comptar amb l'ajuda d'en Júpiter, un meravellós cavall blanc que acudeix a la seva crida en moments de necessitat. Durant el llarg viatge a la recerca d'El Dorado, la petita companyia s'haurà d'enfrontar a nombrosos perills com l'atac de bandolers, aranyes gegants, plantes carnívores i un accident en el qual en Titicaca estarà involucrat, però al final en Pepero podrà arribar al mític regne per descobrir que la Kana no és altra que la filla del rei. Després d'haver trobat el tresor (enormes panotxes daurades de blat de moro) i el pare, i després d'haver superat altres perills, en Pepero finalment tornarà a casa amb la seva mare i la hi presentarà la Kana, que es revela com la princesa del regne d'El Dorado, que un temps abans s'ha casat amb en Pepero.

## Doblatge
| Personatge | Japonès        | Català             |
| ---------- | -------------- | ------------------ |
| Pepero     | Hiroko Suzuki  | Glòria Roig        |
| Kana       | Yoshiko Matsuo |                    |
| Asteco     | Mie Azuma      | Jaume Nadal        |
| Chuchú     | Rie Miura      | Maria Josep Guasch |
| Carlos     | Nobuo Tanaka   | Antoni Crespo      |
| Ermita     | Mariko Taki    | Àngels Gonyalons   |
| Narrador   | Wakako Ikeda   | Àngels Gonyalons   |
| Narrador   | Mariko Taki    | Àngels Gonyalons   |

## Banda sonora
Els temes musicals de la sèrie són Pepero no Bōken (ペペロの冒険) i Kaze yo Tsutaete (風よつたえて), les cançons d'inici i final respectivament. Totes dues estan compostes per Takeo Yamashita i arranjades per Hiroshi Tsutsui, amb lletra de Kazuo Umezu i veu de Mitsuko Horie.